# Annona rufinervis
Annona rufinervis är en kirimojaväxtart som först beskrevs av José Jéronimo Triana och Jules Émile Planchon, och fick sitt nu gällande namn av H. Rainer. Annona rufinervis ingår i släktet annonor, och familjen kirimojaväxter. Inga underarter finns listade i Catalogue of Life.